# Oskar Schwebel
Gotthardt Emil Robert Oskar Schwebel (* 30. September 1845 in Berlin; † 27. Dezember 1891 ebenda) war ein deutscher Theologe, Chronist und Heimatforscher.

## Leben
Der Sohn eines Eisenbahninspektors besuchte die Dorotheenstädtische Realschule und anschließend das Gymnasium zum Grauen Kloster, welches er als Primus omnium am 19. März 1864 abschloss. Anschließend studierte er Theologie und Philologie an der Friedrich-Wilhelms-Universität. Im Studium war er aktives Mitglied des Corps Marchia Berlin. Das Referendariat als Schulamtskandidat absolvierte er in Wittstock/Dosse. Am 24. November 1872 wurde er ordiniert und anschließend Lehrer am Gymnasium in Küstrin. Im selben Jahr wurde er Archidiakonus. Nach dem plötzlichen Tod seiner Ehefrau an seinem Geburtstag 1881 legte er sein Amt nieder, ging zurück nach Berlin und betätigte sich fortan ausschließlich als Autor und Schriftsteller. Er schrieb u. a. für die Norddeutsche Allgemeine Zeitung, die Kreuzzeitung, die Vossische Zeitung und die Nationalzeitung. Zahlreiche Artikel veröffentlichte er in der illustrierten Berliner Wochenschrift Der Bär, für die er 1889–1890 auch als Chefredakteur tätig war. Themenschwerpunkte seiner zahlreichen Buchveröffentlichungen waren die Geschichte Brandenburgs und Berlins.
Schwebel verstarb im Kaiserin-Augusta-Hospital an den Folgen von Typhus und einer Erkältung. Er wurde am Silvesterabend 1891 in Friedrichshain auf dem Georgen-Parochial-Friedhof IV bestattet.
1956 wurde die ehemalige Straße 367 in der Rudolf-Wissell-Siedlung in Berlin-Staaken zu seinen Ehren in Schwebelweg umbenannt.

### Familie
1873 heiratete er Antonie Kodei († 30. September 1881), die Schwester eines Studienfreundes, mit der er zwei Söhne (Hans, * 1874 und Kurt, * 1875) und eine Tochter (Gertrud, * 1876) hatte.

## Werke
- Historische Bilder aus dem Elsaß. 1874.
- Die Kulturhistorischen Bilder aus der alten Mark Brandenburg. Alfred Weile, Berlin, 1876.
- Der Tod in deutscher Sage und Dichtung. Alfred Weile, Berlin, 1876.
- Die Sagen der Hohenzollern. Liebel, Berlin, 1877; urn:nbn:de:kobv:109-1-7958201.
- Die Ordensritter im Oderlande. In: Der Bär: Zeitschrift für vaterländische Geschichte und Alterthumskunde, Band 5, S. 133–137; Digitalisat
- Ernst Friedel, Oskar Schwebel: Bilder aus der Mark Brandenburg. Verlag von Otto Spamer, Leipzig 1881.
- Kulturhistorische Bilder aus der deutschen Reichshauptstadt. Abenheim, Berlin, 1882; urn:nbn:de:kobv:109-1-14464782.
- Deutsches Bürgerthum: Von den Anfängen bis zum Jahre 1808. Abenheim, Berlin, 1883.
- Vom Eisenhute bis zur Kaiserkrone: Kurbrandenburgisch-Preussische Geschichten. 3 Bände. J.C.C. Bruns, Minden in Westfalen 1884.
- Renaissance und Roccoco: Abhandlungen zur Kulturgeschichte der Deutschen Reichshauptstadt.  J.C.C. Bruns, Minden in Westfalen 1884; urn:nbn:de:kobv:109-1-14482870.
- Die Herren und Grafen von Schwerín: Blätter aus der preussischen Geschichte. Abenheim, Berlin 1885; Digitalisat
- Tod und ewiges Leben im deutschen Volksglauben. J.C.C. Bruns, Minden in Westfalen 1887.
- Der Große Kurfürst Friedrich Wilhelm. 1888.
- Geschichte der Stadt Berlin. 2 Bände. Brachvogel & Ranft, Berlin 1888.
- Aus Alt-Berlin: stille Ecken und Winkel der Reichshauptstadt in kulturhistorischen Schilderungen. Lüstenöder, Berlin 1889. Nachdruck: Arani-Verlag, Berlin 2001, ISBN 978-3-7605-8679-3.
- Aus Alt-Berlin: stille Ecken und Winkel der Reichshauptstadt in kulturhistorischen Schilderungen. Lüstenöder, Berlin 1891; urn:nbn:de:kobv:109-1-15439464.
- Die Schweden vor Berlin: historische Novelle. Berlin 1890; urn:nbn:de:kobv:109-1-15423363.
- Markgraf Woldemar, der Echte oder der Falsche. Düsseldorf 1891. (Digitalisat)
- Bürgermeister Bernhard Ryke von Berlin: historische Novelle. Berlin 1889; urn:nbn:de:kobv:109-1-15418059.
- Die Templer von Tempelhof: vaterländischer Roman. Bruns, Minden [1888]; urn:nbn:de:kobv:109-1-15420460.